# Drosophila clavisetae
Drosophila clavisetae este o specie de muște din genul Drosophila, familia Drosophilidae. A fost descrisă pentru prima dată de Hardy în anul 1967. Conform Catalogue of Life specia Drosophila clavisetae nu are subspecii cunoscute.